# ليجن لوفيسيجن
ليجن لوفيسيجن (بالهولندية: Leijn Loevesijn) مواليد 2 يناير 1949 في أمستردام، هو دراج هولندي سابق. سبق أن شارك في دورة الألعاب الأولمبية الصيفية.

## الميداليات
| الميدالية | المسابقة                       |
| --------- | ------------------------------ |
| فضية      | الألعاب الأولمبية الصيفية 1968 |

## روابط خارجية
- ليجن لوفيسيجن على موقع أرشيف الدراجات (الإنجليزية)
- ليجن لوفيسيجن على موقع CycleBase (الإنجليزية)
- ليجن لوفيسيجن على موقع أوليمبيديا (الإنجليزية)